# Qusar (distriktshuvudort)
Qusar (ryska: Кусары) är en distriktshuvudort i Azerbajdzjan.   Den ligger i distriktet Qusar Rayonu, i den nordöstra delen av landet, 170 km nordväst om huvudstaden Baku. Qusar ligger 681 meter över havet och antalet invånare är 16 022.
Terrängen runt Qusar är kuperad åt nordväst, men åt sydost är den platt. Runt Qusar är det ganska glesbefolkat, med 48 invånare per kvadratkilometer.. Närmaste större samhälle är Quba, 10,1 km sydost om Qusar. 
Omgivningarna runt Qusar är en mosaik av jordbruksmark och naturlig växtlighet.